# Osnuja gwiaździsta
Osnuja gwiaździsta (Acantholyda posticalis) – gatunek owada z rodziny osnujowatych (Pamphiliidae) z rzędu błonkoskrzydłych. Jeden z ważniejszych szkodników sosny zwyczajnej. Forma  wczesna osnui odbywa rójkę w kwietniu i na początku maja, forma późna w czerwcu. Pierwsze pojawiają się samice, które czekają na wędrujące po pniach samce. Zapłodnione samice składają jaja pojedynczo na wewnętrznej stronie igieł. Jedna samica składa ogółem 80 – 100 jaj. Po 10 – 14 dniach od złożenia jaj wylęgają się larwy. Okres żerowania larw trwa 3 – 4 tygodnie. Po zakończeniu żerowania larwy spadają na ściółkę, a następnie do gleby mineralnej 10 – 15 cm. W glebie sporządzają kolebkę, w której pozostają 1 – 2 lata, forma wczesna 3 lata. Generacja 1 – 2 letnia.